# Who Am I (песня Кэти Би)
«Who Am I» (с англ. — «Кто я?») — сингл британской исполнительницы Кэти Би с её третьего студийного альбома Honey (2016). Это совместная работа с американской EDM группой Major Lazer и британским поп певцом Крейгом Дэвидом. Песня была написана Брайен, Дэвидом, Филиппом Мексепером, Томасом Пенцем и спродюсирована Geneeus, Jr. Blender и Дипло. Она была выпущена 5 февраля 2016 года в качестве ведущего сингла с альбома.
Песня получила в целом благоприятные отзывы музыкальных критиков. 12 февраля 2016 года сингл достиг 89-го места в UK Singles Chart.

## Клип
Клип на песню был снят в начале февраля 2016 года в Майами. Премьера состоялась 23 февраля 2016 года. В клипе Кэти Би и Дэвид исполняют трек среди ночных огней Майами.

## Живое выступление
Кэти и Дэвид впервые исполнили трек вживую на BBC Radio 1 Live Lounge 14 марта 2016 года, а затем дали ещё несколько концертов.

## Хит-парады
| Хит-парад (2016)                          | Наивысшая строчка |
| ----------------------------------------- | ----------------- |
| Великобритания (OCC UK Singles Downloads) | 42                |
| Великобритания (OCC UK Singles)           | 89                |